# ERPソフトウェアパッケージの一覧
主な企業資源計画（ERP）ソフトウェアの一覧である。最初の章ではフリーでオープンソースのソフトウェアを紹介し、2番目の章ではプロプライエタリソフトウェアを紹介している。

## 自由なオープンソースERP
2000年代からいくつかのERPシステムがロイヤルティーフリーのオープンソースライセンスの下でオープンソースシステムとして自由に利用できるようになっている。
| 名前         | プラットフォーム                         | ソフトウェアライセンス | 説明 | 発祥国/地域          | 最新の安定バージョン   |
| ------------ | ---------------------------------------- | ---------------------- | --- | -------------------- | ---------------------- |
| Adaxa Suite  | Java                                     | GPL                    | Adempiere/iDempiere上に構築された統合ERP                                                                                | オーストラリア       |                        |
| Adempiere    | Java                                     | GPL                    | Compiereのフォークとして始まった                                                                                        | 全世界               | 2019-12 (3.9.3)        |
| Apache OFBiz | Java JavaScript FreeMarker Groovy XML    | Apache License 2.0     | Apache SoftwareFoundationのビジネスソリューションとアプリケーションフレームワーク                                       | 全世界               | 2018 (16.11.04)        |
| Compiere     | Java                                     | GPL/商用               | 2010年6月にConsona Corporationに買収                                                                                    | 米国                 | 2010 (3.3.0)           |
| Dolibarr     | JavaScript, PHP, MySQL または PostgreSQL | GPLv3                  | 中小規模のエンティティを管理するためのWebアプリケーション（LAMPベースのシステム）                                       | 全世界               | 2020-02 (11.0.1)       |
| Epesi        | PHP, MySQL                               | MIT License            | ERP / CRMアプリケーションを構築するためのフレームワーク                                                                 | ポーランド、米国     | 2017 (1.8.2)           |
| ERP5         | Python, JavaScript, Zope, or MySQL       | GPL                    | ERP5上で構築された中規模から大規模の組織向けのERP                                                                       | 全世界               | 2014 (5.5)             |
| ERPNext      | Python, JavaScript, MariaDB              | GPL                    | 中小企業向けERP | インド               | 2019 July 22 (12.0.0)  |
| HeliumV      | Java                                     | AGPL                   | 中小企業向けERP（当初は電子機器製造向け）                                                                               | オーストリア、ドイツ | 2015                   |
| iDempiere    | Java                                     | GPLv2                  | OSGI + Adempiere。Compiere → Adempiere → iDempiereと発展しているコミュニティーベースのオープンソースのERPソフトウェア。 | 全世界               | 2019 (7.1)             |
| inoERP       | PHP, JavaScript, MySQL/Oracle 12c        | MPL                    | オープンソースのWebベースのエンタープライズ管理システム                                                                 | シンガポール         | 2018-10 (0.7.2)        |
| intarS       | Objective-C                              | IOSCL                  | オープンソースのWebベースのエンタープライズ管理システム                                                                 | オーストリア         |                        |
| Kuali        | Java                                     | AGPL                   | 高等教育機関向けのERP                                                                                                   | 米国                 |                        |
| LedgerSMB    | Perl, PostgreSQL                         | GPL                    | 複式簿記とERPシステム（2006年のSQL-Ledgerのフォーク）                                                                   | 全世界               | 2025 July (1.12.11)    |
| metasfresh   | Java, JavaScript, PostgreSQL             | GPL                    | ADempiereのフォークとして始まった 統合ERP                                                                               | 全世界               | 週次安定リリース       |
| Openbravo    | Java, PostgreSQL, Oracle                 | OBPL                   | ERPおよびPoint of sale (POS)ソフトウェア                                                                                | スペイン             | 2013 (3.0)             |
| Odoo         | JavaScript, Python, PostgreSQL           | LGPLv3/商用            | OpenERPから名前変更 | 全世界               | October 2, 2020 (14.0) |
| SplendidCRM  | C#, Microsoft SQL                        | GNU AGPL               | Microsoftの技術に基づくCRM（Microsoft IISおよびMicrosoft SQL Server）                                                   | 米国                 | 2005                   |
| SQL-Ledger   | Perl, PostgreSQL                         | GPL                    | 複式簿記とERPシステム                                                                                                   | カナダ               | 2020-01 (3.2.9)        |
| WebVella     | C#, PostgreSQL v.12                      | Apache License 2.0     | ビジネスWebアプリケーションを作成するためのオープンソースで無料のプラットフォーム                                       | 全世界               | 2020-09-10 (0.0.5)     |
| Tryton       | Python, PostgreSQL, GTK+, JavaScript     | GPLv3                  | もともとTinyERPからフォークされ、継続的な更新/移行パスを備えたクリーンアップされたコードベース                          | 全世界               | 2019 (5.4)             |

1. ↑  IntarS Open Source Commercial License
2. ↑  Openbravo Public License Version 1.1 (OBPL) はMozilla Public License (MPL) Version 1.1に基づいている[2]。

## 商用ERPソフトウェア
商用のERPソフトウェアとしては、1972年に創業したドイツSAP社のSAP R/3やSAP S/4HANAを始め、オラクルのE-Business Suite、PeopleSoftなどの大手企業向けERPソフトウェアが市場を席巻しており、SAP R/3およびSAP ERP、SAP S/4HANAなどを有するSAP社が過半数のシェアを握っている。特に経済誌フォーブズが毎年選出するフォーブス・グローバル2000にランクインする大企業においては、87%がSAP製を採用している。又、昨今ではオラクルがJD Edwards、SAP社がSAP Business OneやSAP Business All-in-Oneなどの中堅・中小企業向けを提供しているほか、マイクロソフトが2007年にDynamics AXを発売して国内市場に参入するなど中堅・中小企業向けのERPソフトウェアが各社より活発にリリースされている。2015年にはSAPがインメモリプラットフォームを活用した第4世代ERPであるSAP S/4HANAをリリースした。ERPソフトウェア市場は拡大と激しい競争の時期を迎えている。
また、クラウドコンピューティングの普及とともに、ERPも2000年代末からSaaSでの提供が増えている。SaaSでは従来型のライセンシングに対し、サービス利用企業の初期投資が低額で済むため、今後の急速な普及が予測されている。
主なERP製品には以下のものがある（アルファベット順）：
- ALL IN CUBE: コムコシステムの開発した勤怠管理システムを中核とする純国産ERPソフトウェア。
- A.S.I.A.: 東洋ビジネスエンジニアリングの開発した純国産ERPソフトウェア。
- 奉行V ERP: OBCの開発したクラウド型ERPソフトウェア。
- キャムマックス: キャムの開発したクラウド型ERPソフトウェア。
- COMPANY: ワークスアプリケーションズの開発したERPソフトウェア。
- Compiere Professional Edition: 買収したオープンソフトウェエアを元にConsona Corporationが開発したERPソフトウェア。
- dDREAMS: ドコモ・システムズの開発したクラウド型ERPソフトウェア。
- EXPLANNER: NECの開発したERPソフトウェア。
- GEMPLANET: 日立製作所の開発したERPソフトウェア。
- GLOVIA G2[3]: 富士通の開発したERPソフトウェア。国内中小企業のERPシェアの調査でトップとなったことがある。
- GRANDIT: GRANDITの開発した純国産ERPソフトウェア。
- GrowOne Cube: ニッセイコムの開発したERPソフトウェア。
- HUE: ワークスアプリケーションが提供する大手企業向けERPパッケージ。
- Infor M3: Infor社の開発した流通、製造業向けERPソフトウェア。旧製品名はMovex。
- MA-EYES: ビーブレイクシステムズの開発したプロジェクト管理型ERPソフトウェア。
- MCFrame: 東洋ビジネスエンジニアリングの開発した純国産ERPソフトウェア。
- MCFrame online 原価管理：MCFrameをベースとしたSaaSモデル。
- Microsoft Dynamics 365: マイクロソフトの開発したERPソフトウェア。Microsoft Dynamics AX、Microsoft Dynamics NAVの最新バージョン。
- NetSuite: ネットスイート社の開発したERPソフトウェア。
- OBIC7: オービック社の開発したERPソフトウェア。
- Openbravo ERP: Openbravoの開発したオープンソースERPソフトウェア。
- Oracle E-Business Suite: オラクル社の開発したERPソフトウェア。
- ProActive: 住商情報システム（現社名：SCSK）の開発したERPソフトウェア。
- Reforma PSA: オロ社の開発したクラウド/SaaS型PSAソフトウェア。
- RossERP: CDC Softwareの開発した食品・化学向けERPソフトウェア。
- QAD Adaptive ERP: 米国QAD社が開発した製造業向けERP
- SAP Business All-In-One: SAPの開発した中堅企業向けERPソフトウェア。
- SAP Business ByDesign: SAPが提供する中堅・中小企業向けクラウドネイティブのSaaS型ERPソフトウェア。
- SAP Business One: SAPが提供する中堅・中小企業向けERPソフトウェア。
- SAP R/3: SAPの開発した第3世代ERPソフトウェア。（提供終了）
- SAP S/4HANA: SAPの開発したインメモリプラットフォームを採用した第4世代ERPソフトウェア。
- SMILE: 大塚商会の開発した中小企業向けERPソフトウェア。現在は子会社のOSKが開発。
- SuperStream-NX: SuperStreamの開発したERPソフトウェア。
- ツバイソ: ツバイソの開発したクラウド／SaaS型ERPソフトウェア。
- WorkPLAN: 個別受注生産管理向けに開発したERPソフトウェア。
- ZAC Enterprise: オロの開発したクラウド/SaaS型ERPソフトウェア。
- Workday: ワークデイが開発しているSaaS型ERPソフトウェア。